# Ельчибеков, Карамхудо
Карамхудо Ельчибеков (1896, Хорог, Хорогский район, Ферганская область, Российская империя — 3 мая 1938, Сталинабад, Таджикская ССР, СССР) — советский, таджикский военный и государственный деятель, уполномоченный КК на Памире, член Памирского областного революционного комитета (1924—1925), уполномоченный Народного комиссариата внутренней торговли на Памире (1925—1926), нарком здравоохранения СНК Таджикской АССР (1926), управляющий Таджикской конторой Сельхозбанка СССР (1926—1928), один из основателей Советской власти в Таджикистане, член РКП(б) с 1922 года.

## Биография
Родился в 1896 году в Хороге (ныне областной центр ГБАО Республики Таджикистан), на Памире, в Ферганской области Туркестанского генерал-губернаторства Российской империи, в семье земледельца, таджик по национальности. Учился в сельской русско-туземной школе в Хороге 4 года, с 1910 по 1914 года: 

В рапорте от 2 января 1910 года подполковник А. В. Муханов (начальник Памирского отряда) писал: С минувшей осени на базарчике в Хороге в специально отстроенном помещении открыта школа для детей туземцев. <…> Лучшими учениками этой школы, были Шириншо Шотемуров, Азизбек Наврузбеков, Сайфулло Абдуллоев, Карамхудо Ельчибеков, Мародусейн Курбонусейнов. <…> В рапорте от 15 октября 1912 года капитан Шпилько писал: «Обходительное обращение с детьми, хорошее питание и новизна школьной обстановки, очевидно, нравилось таджикам: школа стала пользоваться хорошей репутацией и желающих отправить своих детей в школу находилось достаточно».— 
С января 1915 года, с 19 лет работал по найму уборщиком Хорогского военного поста (1915—июль 1918), затем служил санитаром военного поста (июль 1918—октябрь 1921), в октябре 1921 года становится лекпомом-лекарским помощником старшего военврача А. М. Дьякова, военного поста — Памирского отряда (октябрь 1921—октябрь 1924). В начале ноября 1921 г. в Хорог прибыл новый отряд под командованием Т. М. Дьякова — экспедиция Туркестанского фронта по установлению советской власти на Памире. Согласно воспоминаниям А. М. Дьякова, нас встретили Карамхудо Ельчибеков с несколько другими местными жителями Хорога, они нас обустроили, фельдшер К. Ельчибеков детально посвятил нас обо всем происходящем на Памире, всегда помогал, во всех служебных поездках сопровождал меня. Активно участвовал во всех мероприятиях проводимых политической экспедицией, владел хорошим русским и персидским языками — так вспоминал о нем А. М. Дьяков.
Вступил в ряды членов РКП(б) 12 февраля 1922 года, о чем свидетельствует также выдержка из комментарии первоисточника: 

«т. Ельчибеков, автор статьи—работал в качестве санитара, а потом лекпома в Памирском отряде, ч/п с 22 г., упол. КК на Памире».— 
После учреждении отдела здравоохранения в составе Памирского окружного ревкома в 1923 году, Карамхудо Ельчибеков выполняет обязанности заведующего отдела, где вносит значительный вклад в организации и развитии этой отрасли народного хозяйства горного края.
Член Памирского областного революционного комитета (08.1924—11.1925): 

«24 августа 1924 г. Президиум ТуркЦИКа утвердил новый состав Памирского областного ревкома в лице Сайфуллы Абдуллоева — председателя, Будакова — заместителя председателя и членов ревкома — Рамзи, Герасимова, Дубровского, Гулома Ходира, Ходжаева, Ельчибекова и кандидатов в члены облревкома — Зайнадшоева Абдул Амишо и Юльбарсханова. Необходимо отметить, что в состав Памирско горевкома также вошли милиционеры области Ельчибеков и Юльбарсханов».— 
Уполномоченный Народного комиссариата внутренней торговли (Наркомвнуторг/НКВТ) на Памире (ноябрь 1925—май 1926).
Управляющий Таджикской областной конторой Сельхозбанка СССР с октября 1926 года по январь 1927 года, по другим данным, в июне 1926 года в Душанбе сменяет Дьякова Алексея Михайловича на посту народного комиссара (Наркомата) здравоохранения Совнаркома Таджикской АССР (1926—декабрь 1926), управляющий ТаджСельхозбанка с октября 1926 по декабрь 1928 года.

О прохождении службы Ельчибековым вновь в системе органов охраны правопорядка и законности на Памире, свидетельствуют напоминания о событиях в конце 20-х и начало 30-х годов, когда на Западном Памире усиливалось басмаческое движение, а на Восточном Памире у населения киргизской национальности оживились антисоветские настроения: 

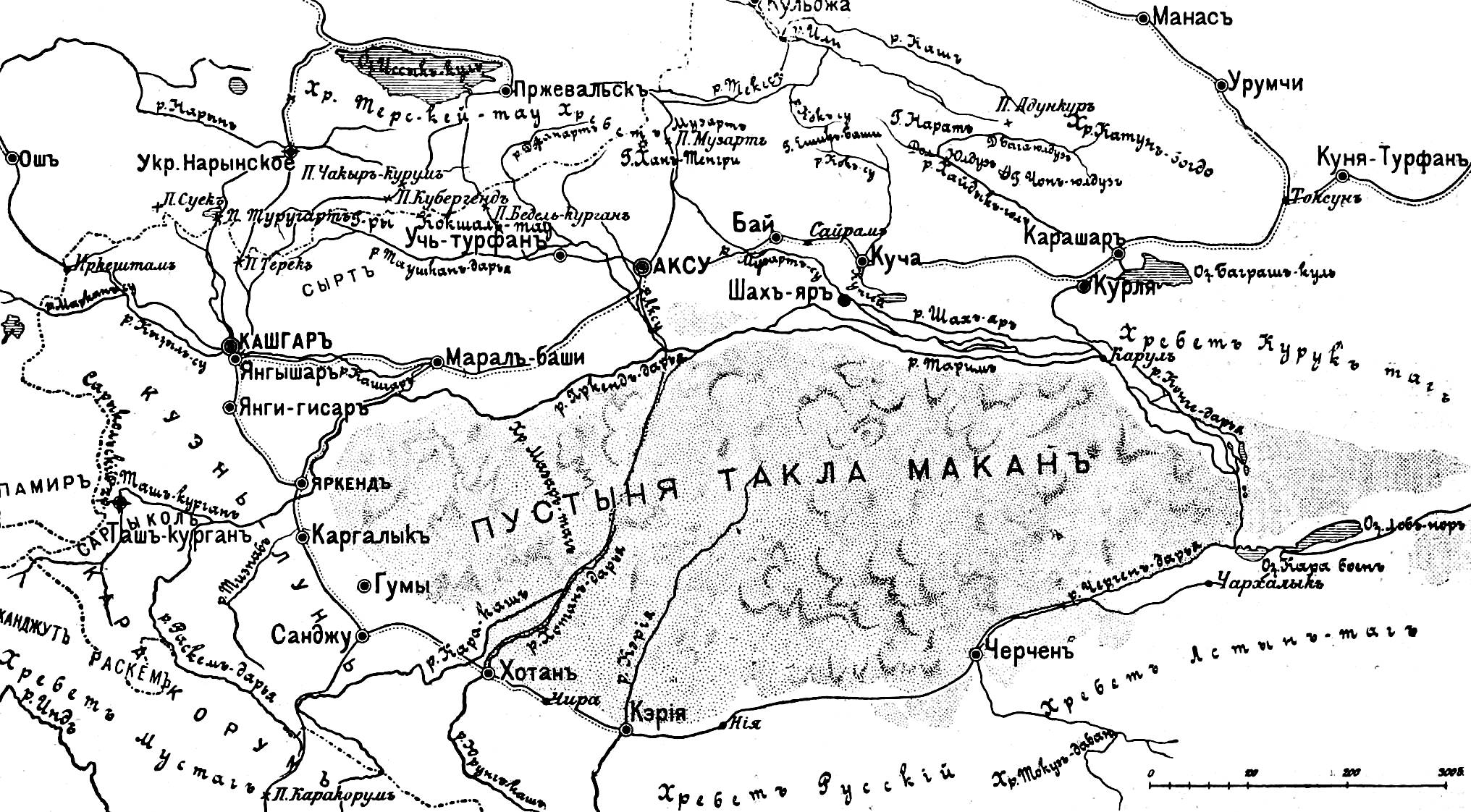
Карта Кашгарии
(рисунок из статьи «Кашгария»
«Военная энциклопедия Сытина»)

«… для установления истинного положения дел, 19 августа 1929 г. было созвано внеочередное заседание Президиума облисполкома (ОИК) под председательством Бакиева в присутствии Бахтиярова, Степанова, Ельчибекова, Карева, Лаврова. С докладом выступил Степанов, который в частности сделал вывод о том, что создавшееся на Восточном Памире положение внушает тревогу. „Население, благодаря событиям в Каракульском сельсовете, взволновано. Часть кочевников этого сельсовета (10 юрт) ушла в Кашгарию, часть придвинулась к границе, часть ушла в горы и другие сельсоветы. Эти настроения усиливаются антисоветскими элементами (слухи об отобрании скота у баев и у прочих слоев населения на всем Восточном Памире). В Аличурском сельсовете, благодаря усилившейся агитации Шо Киргиза, 7 хозяйств ушли за кордон и не исключена возможность дальнейшей эмиграции. Благодаря деятельности некоторых лиц (Мамашев, Мамад Каримов) усилились разговоры о невнимательном отношении ОИК к нуждам киргизов. <…> Решением данного заседания председатель ОИК Бакиев, во главе созданной комиссии, выехал в Мургаб с целью выявления настроения населения и оказания материальной помощи им“.— 
Карамхудо Ельчибеков являлся одним из видных борцов за установление Советской власти на Памире и в Таджикистане в целом, организатором системы здравоохранения и органов правопорядка и законности на Памире.
Карамхудо Ельчибеков расстрелян 3 мая 1938 года по приговору Военной коллегии Верховного суда СССР в г. Сталинабаде Таджикской ССР, место захоронения там же. Реабилитирован посмертно Военной коллегией Верховного суда СССР (ВКВС СССР) (29.12.1956), в партийном отношении Постановлением Бюро ЦК КП Таджикистана от 6 декабря 1960 года.

## Семья
- Отец — Ошурмамадов Ельчибек (18??—1924) — был земледельцем, занимался охотой и рыболовством. Мать — ? Гулбегим (18??—192?).

Жена — Додихудоева Певистамо (1900—1953) — колхозница колхоза им. Сталина в Хороге, её брат и сестра: Додихудоев Кадамшо (1902—1973) — советский военный, государственный деятель, 1-й секретарь Бартангского райкома КП(б) Таджикистана (1932—1933), председатель Исполкома Шугнанского волостного Совета АОГБ (1930—1932), зав. хозяйственным отделом Облисполкома АОГБ (1929—1930), председатель колхоза им. Сталина в Хороге (1939—1946); Додихудоева Гулдастамо (1907—1980).
Сыновья: Карамхудоев Бахтулджамол тадж. Бахтулҷамол Карамхудоев (1919—1990) — советский таджикский актер, режиссер, Заслуженный артист Таджикской ССР (1946), Народный артист Таджикской ССР (1962), главный режиссёр областного Музыкально-драматического театра имени Рудаки в Хороге (1961—1974), награжден орденом „Знак Почёта“, орденом Трудового Красного Знамени, медалью „За доблестный труд в Великой Отечественной войне 1941—1945 гг.“, медалью „За доблестный труд. В ознаменование 100-летия со дня рождения Владимира Ильича Ленина“, медалью „Ветеран труда“; Карамхудоев Ельчибек (Юрий) (1937—1986).
Дочери: Карамхудоева Савримо (1925—2012) — выпускница Педучилища Хорога (1943—1946), учительница Хорогского педучилища (1946—1947), учительница русского языка школы № 2 им. Калинина в Хороге (1948—1988), депутат Хорогского городского Совета депутатов трудящихся (7 созыва), Отличник просвещения Таджикской ССР, награждена медалью „За трудовую доблесть“, медалью „За доблестный труд. В ознаменование 100-летия со дня рождения Владимира Ильича Ленина“, орденом „Материнская слава“ I, II и III степени, медалью Материнства I и II степени, Победитель социалистического соревнования 1974, была замужем с 1946 года за Ельназаровым Имомназаром (1924—1984) — ветерана ВОВ (1941—1945); Карамхудоева Джахонамо (1930—2017) и Карамхудоева Бибимо (1935—2018) — выпускница Сталинабадского госпединститута им. Т. Г. Шевченко (1955—1960), директор средней школы № 38 к. Чарсем Шугнанского района (1960—1970), учительница математики средней школы № 38 г. Центрального района г. Душанбе (1970—1980), учительница средней школы № 88 г. Фрунзенского района г. Душанбе (1980—2008), награждена медалью „За трудовую доблесть“, медалью „За доблестный труд. В ознаменование 100-летия со дня рождения Владимира Ильича Ленина“, медалью „Ветеран труда“.

## Память
- На родине — на Памире, в центре Горно-Бадахшанской автономной области, его имя присвоено Хорогской областной больнице — „Решением Исполнительного комитета Хорогского городского Совета депутатов трудящихся ГБАО за № 206 от 14 ноября 1968 года в связи с празднованием 50-летия образования первых органов Советской власти на Памире“[к. 9].

## Адрес
Хорог, улица Садовая, дом № 1.

## Сочинения и публикации
- Ельчибеков К. Памир в революции (Воспоминание) // Революция в Средней Азии: Сборник 2  / Истпарт Средазбюро ЦК ВКП(б). Сб. 2:. — Ташкент: Типо-литография издательства «Правда Востока», 1929. — С. 189—193. Российская национальная библиотека, Санкт-Петербург:

»Февральская революция на жизни местного населения Памира не отразилась. Так же, как и прежде, гражданская власть осталась в руках командования отряда. Правда, в отряде произошли перемены уже и в 1917 г. (во время командования подполковника Ягелло). <…> но вследствие постепенной утечки кадрового состава уже в 1918 г., когда отрядом командовал подполковник Фенин, в отряд было принято некоторое количество местных таджиков и военнопленных чехов и этим была создана так называемая добровольная милиция. В конце ноября 1918 г. почти весь русский состав отряда, забрав 2 пулемёта и большую часть винтовок, через пост Лянгар и перевал Барогиль бежал в Индию, предварительно разоружив таджиков-милиционеров под предлогом починки оружия и спрятав затворы от остальных винтовок. На постах остались только милиционеры таджики и чехи, а из русских медперсонал, да, кроме того, на восточном Памире (Пост Памирский) — один офицер по фамилии Юнг и пулемётчик, которые впоследствии были вырезаны басмачами-киргизами. После бегства Фенина начальником отряда, а тем самым, и главой гражданских властей На Памире, остался военнопленный врач Хорват-Вичич, <…> весной 1919 года на Памир приехала политическая тройка в составе т. Хапмакова, Воловика и еще одного товарища, фамилию которого я не помню. <…> сбежавшие в Афганистан военнопленные мадьяры <…> убыв Хапмакова и фельдшера Носова, бежали в Афганистан обратно (это было в июне 1919 г.). Осенью 1919 г., когда дорога от Оша на Памир была занята басмачами и белогвардейцами во главе полк. Мухановым, <…> на Памир приехал новый начальник отряда полковник Тимофеев, <…> перед бегством начальником отряда были арестованы двое из таджиков, служившие в отряде: т. Хубоншо-Кирманшаев и Азизбек Наурузбеков, при чем последний был приговорен к расстрелу, как ташкентский красногвардеец и остался жив только благодаря заступничеству доктора Вичича. Но бегство в Китай через Восточный Памир не удалось, так как киргизами-басмачами был вырезан весь Памирский пост (60 чел.) и боясь басмачей, <…> бежали в Индию. Таким образом на Памире за исключением одного армянина-жестянщика и 2 военнопленных в Хороге и одного русского в Ишкашиме, осталось только местное население. <…> приехали басмачи из Дарваза, и ишаны примирились предать власть басмачам. Басмачи выгнали с поста всех служивших там таджиков. На посту остались из нас только я в околодке и т. Таваккал Бердаков на электростанции. Передавая пост бухарцам, мы патрон им не передавали, а спрятали их в землю <…> Бухарцы прожили на посту три месяца, брали взятки, назначали чиновников-мирахуров, отправляли с поста казенные вещи домой. Тогда часть таджиков—бывших милиционеров—стали подготовляться к тому, чтобы прогнать басмачей с Памира. Для этого мы собрали в оружейной мастерской на разных частях 3 берданы и пристреляли их. <…> Нападение на басмачей было сделано нами в мае месяце (1920). <…> Подойдя к казармам, сразу, закричали «ура» и дали выстрелы. <…> Все басмачи были арестованы. Избежал ареста только главный из них, бывший в это время у ишана Саид Махмуд Шо, который отказался его выдать. <…> ишаны начали уговаривать наших родителей, чтобы они убедили нас отдать пост опять бухарцам, угрожая в противном случае убить нас, но мы не послушались ни ишанов, ни родителей. <…> Они осаждали пост 10 дней, но наши силы за это время все росли, так как к нам присоединилась молодежь. Мы вызвали из Гунта бывшего волостного Абдулл Назара и сделали его своим начальником. <…> Кроме того мы, делали ручные гранаты. Это все сильно пугало осаждающих, они боялись к нам подойти. Через 10 дней к нам присоединились поршневцы, и в тот же день нами были переправлены из Афганистана бывшие там Вичич, Воловик и др., которых афганцы хотели уже отправить в Кабул. В то же время к нам подошла помощь из Ишкашима и Вахана. После этого шахдаринцы сняли осаду и сдали нам начальника Бухарской шайки, которого мы выгнали в Дарваз. Вичич был выбран руководителем Памиротряда, а на всех западно-памирских постах была организована милиция из таджиков. <…> из Ташкента <…> за нами была направлена делегация во главе с Воловиком. Советский отряд пришел только в августе 1920 г. Начальником этого отряда был Семыкин. …".— 

### Комментарии
1. ↑  В первой группе лучшими учениками были Шириншо Шотемуров, Азизбек Наврузбеков, Сайфулло Абдуллоев, Карамхудо Ельчибеков, Мародусейн Курбонусейнов[7].
2. ↑  Лекпом — помощник врача, медработник с законченным средним медицинским образованием — В 1924 г. Ельчибеков учился 5 месяцев в Ташкентском медицинском техникуме, из которого вышел на втором курсе. Архивная копия от 25 августа 2018 на Wayback Machine
3. ↑  В 1924 г. ТуркЦИК постановил организовать в Хороге участковую больницу на 10 коек с аптечным складом для всего Памира, по одному фельдшерскому амбулаторному пункту в Восточно-Памирской и Рушанской волостях. Дата обращения: 11 июля 2018. Архивировано 11 июля 2018 года.
4. ↑  В ноябре 1925 г. коммунист Ельчибеков выступил на съезде Советов ГБАО с докладом «Орошение и расширение посевов сельскохозяйственных культур в Горно-Бадахшанской автономной области» — съезд поручил Облисполкому ГБАО выделить 30 тысяч рублей для строительства новых каналов.
5. ↑  Герасимов К. М. — председатель Памирского партийного бюро ЦК КП(б) Узбекистана, одновременно военком Памирского отряда (1925). Дата обращения: 23 марта 2020. Архивировано 12 июля 2018 года.
6. ↑  Заработная плата Ельчибекова по состоянию на декабрь 1926 года составляла 244 р. 80 к. по 17 тарифному разряду ответ. работников. Дата обращения: 30 ноября 2019. Архивировано 25 августа 2018 года.
7. ↑  3 мая 1938 года также были приведены в исполнении приговоры ВКВС СССР по 1-й категории, к высшей мере наказания — расстрелу в отношение других видных партийных деятелей по установлении Советской власти на Памире и в Таджикистане Архивная копия от 10 декабря 2016 на Wayback Machine — Амдинова Меретдина, Ахунджанова Бошходжа, Ахунакова Ахмадхана, Бакиева Хурама, Гулмамадова Вальдоша, Исмаилова Ибрагима и других в г. Сталинабаде Таджикской ССР.
8. ↑  Справка ВКВС СССР № 4н-018589/56: „Приговор Военной Коллегии от 20 октября 1938 года в отношении ЕЛЬЧИБЕКОВА Карам-Худо по вновь открывшимся обстоятельствам отменен и дело за отсутствием состава преступления прекращено. Начальник Секретариата ВКВС СССР подполковник юстиции (подпись) Полоцкий“.
9. ↑  ГА ГБАО Ф-20, оп-11, Д-216 Л-14: „Председатель Хорогского Горсовета: (подпись) Г. Кадамшоева Секретарь Хорогского Горсовета: (подпись) Г. Сулеймоншоев“.
10. ↑  В отряде был избран совет солдатских депутатов, но на взаимоотношениях отряда с местным населением это почти не сказалось.
11. ↑  В том же 1918 г. Фенин привез из Ташкента офицеров, которые, несмотря на то, что это было уже через 2—3 месяца после Октябрьской революции, надели погоны.